# Серхов
Се́рхов (укр. Се́рхів) — село в Прилесненской сельской общине Камень-Каширского района Волынской области Украины.
До 2020 года входило в Маневичский район.
Код КОАТУУ — 0723686201. Население по переписи 2001 года составляло 556 человек. Почтовый индекс — 44611. Телефонный код — 3376. Занимает площадь 0,127 км².